# Резолюция Совета Безопасности ООН 14
Резолюция Совета Безопасности ООН 14 — резолюция, принятая 16 декабря 1946 года, которая изменила правила процедуры с тем, чтобы условия председательства в Совете соответствовали календарному году. Кроме того, было решено, что председательство новоизбранных членов Совета Безопасности начинается 1 января и заканчивается 31 декабря.
Резолюция была принята 9 голосами. СССР и США воздержались в голосовании.

## См.также
- Резолюции Совета Безопасности ООН 1—100 (1946 — 1953)